# الخمائل
الخمائل: هو منتجع سياحي في سوريا يبعد عن مشتى الحلو 8 كم. يتبع إدارياً لمحافظة حمص, ويقع على أراضي قرية الجويخات والمجاورة لقرية البطار التابعة لمحافظة طرطوس ويرتفع عن سطح البحر أكثر من 950 متر ويتدرج بالارتفاع نظرا لموقعه الجبلي حيث يتمتع بمناظر خلابة وسمّي بالخمائل لهذا السبب. أسس المنتجع فائق زكي رزوق، خلال العام 1978 م. وقد بات منذ أواخر التسعينيات شبه مهجور.

## موقعه الجغرافي
يقع على هضبة خضراء ساحرة ويبعد عن العاصمة دمشق حوالي 213 كم وعن مدينة حمص حوالي 53 كم وعن مدينة طرطوس حوالي 63 كم وعن مدينة حماة حوالي 50 كم.

## المناخ والطقس
مناخ المنطقة بارد صيفا وشديد البرودة شتاء.

## السكان والمساحة
إضافة إلى الفندق والمطعم بلغ عدد بيوت المنتجع عام 1985 م حوالي 60 منزل مستقل التي تبلغ مساحتها حوالي 20 ديكار من أصل 400 ديكار أي 400.000 متر مربع.

## الينابيع ومصدر المياه
جبال المنطقة والطبيعة التي تختزن في جنباتها ثروات وكنوز من كل نوع فيها الكثير من الينابيع الطبيعية والمياه الجوفية.
والمياه في المنتجع مصدرها المياه الجوفية عالية النقاوة وأثبتت الفحوصات أنها ذات عذوبة وعالية النقاوة .